# Trio Łódzko-Chojnowskie
El Trío łódzko-chojnowskie (trío de Łódź y Chojnów) es un grupo polaco de canción poética (fundado en 2003), especializado en canciones de Jacek Kaczmarski. Lo integran Paweł Konopacki, Witold Łuczyński (guitarristas y vocalistas principales) y Tomasz Susmęd (pianista y segundo vocalista). También interpretan adaptaciones y composiciones sobre versos de K.M.Sieniawski (“Una canción pequeña”) y Jacek Kaczmarski (“El parque Łazienki en invierno”).